# Dům čp. 23 (Štramberk)
Dům čp. 23 v Kutě se nachází na Náměstí ve Štramberku v okrese Nový Jičín. Roubený dům pochází z druhé poloviny 18. století. Byl zapsán do Ústředního seznamu kulturních památek ČR před rokem 1988 a je součástí městské památkové rezervace.

## Historie
Ve druhé polovině 18. století byl majitelem šenkovní měšťan Martin David, následoval Ferdinand Pavelka v první polovině 19. století. Po Josefu Bárovi do poloviny sedmdesátých let vlastnila dům rodina Hanzlíkova. Nynější majitelkou je paní Michaela Luňáčková.

## Stavební podoba
Dům je částečně zděná přízemní roubená stavba s obdélným půdorysem a sedlovou střechou. Svisle bedněný trojúhelníkový štít je dvouosý, původně byl doplněn o podlomení s oháňkou a polovalbou. Přestavbou je štít s okapovou stříškou a sedlová střecha nemá původní sklon. Dům je postaven na vysoké kamenné podezdívce, která vyrovnává prudkou svahovou nerovnost. V podezdívce jsou prostory, ve kterých dříve byly chlévy, do nichž vede samostatný vstup ze silnice. Zvýšené přízemí je omítané. Okapová strana je jednoosá a rovnoběžná se silnicí. Pod oknem v okapové straně je vstup do klenutého sklepa. Chodba v přízemí má trámový strop, vlevo od chodby je později přistavěná kuchyně s trámovým záklopovým stropem.